# アイズルワース
アイズルワース (Isleworth, [ˈaɪzəlwəθ]) は、ロンドン西部のハウンズロー・ロンドン特別区内にある町。アイルワースと読まれることもあるが誤った発音である。
ハウンズローの町の東隣、テムズ川の西側に位置する。古来の居住地域はテムズ河畔であり、「オールド・アイズルワース」と呼ばれる。町の北西部は「スプリング・グローヴ」と呼ばれる。

## 歴史
発掘調査により古代ローマ時代の集落の跡が見つかっている。アングロ＝サクソンの695年の文書に"Gislheresuuyrth"（Gīslhere氏の荘園）として登場する。ドゥームズデイ・ブックによれば、エドワード懺悔王の時代にはこの土地はアルガー伯の所領であったとされる。
1086年のドゥームズデイ・ブックでは"Gistelesworde"と記録されている。ノルマン・コンクエスト以降は、ノルマン系のセント・ヴァレリー男爵家がこの地を領したとされる。1227年、ヘンリー3世がセント・ヴァレリー家の所領を接収してコーンウォール伯リチャードに譲渡した。1415年、ヘンリー5世はアイズルワース荘の領有権をコーンウォール伯からサイオン修道院に移した。修道院は1431年にこの地に新しい建物を造ったが、これが現在のサイオン・ハウスと同じ場所である。
ヘンリー8世は1539年以降サイオン修道院の領地のほとんどを廃止し、領地はサマセット公エドワード・シーモアに与えられた。1548年にサイオン・ハウスを建てたのがシーモアである。
1594年、エリザベス1世はサイオン荘を第9代ノーサンバランド伯ヘンリー・パーシーに貸与した。以後、この地はパーシー家（現ノーサンバーランド公爵家）が400年以上にわたり領有することになる。ストランドにあったノーサンバーランド公爵家邸宅が取り壊されてからは、この地が公爵家の邸宅となった。
18世紀、アイズルワースの大部分は果樹園とされたが、19世紀には青果栽培園となり、ロンドンの市場に商品を供給した。貴族や上流階級向けの大邸宅が立ち並んだ。20世紀前半は職人やホワイト・カラー階級が台頭し、青果栽培園は徐々に減っていった。工場、オフィスが増え、都市化が進んだ。そして1950年代以降、拡大するロンドンに飲み込まれていく。